# Dysderina sublaevis
Dysderina sublaevis är en spindelart som beskrevs av Simon 1907. Dysderina sublaevis ingår i släktet Dysderina och familjen dansspindlar.
Artens utbredningsområde är Algeriet. Inga underarter finns listade i Catalogue of Life.